# Julie Engelbrecht
Julie Engelbrecht (ur. 2 lipca 1984 w Paryżu) – francusko-niemiecka aktorka.

## Życiorys
Urodziła się w Paryżu. W 2008 roku ukończyła Hochschule für Musik und Theater w Hamburgu (Wyższa Szkoła Muzyki i Teatru). Jej matką jest aktorka Constanze Engelbrecht.

## Wybrana filmografia
- 2004: Fabryka zła jako Katharina
- 2009: Berlin 36 jako  Elisabeth 'Lilly' Vogt
- 2009: Rumpelsztyk jako Lisa, córka młynarza
- 2015: Łowca czarownic jako Królowa czarownic
- 2019: Kurier jako Doris